# Мамонтів Яків Андрійович

Яків Мамонтов

Я́ків Андрі́йович Ма́монтов (8 (20) жовтня 1888 року, хутір Катеринівка (нині Шапошникове, Сумська область) — 31 січня 1940, Харків) — український поет, драматург, історик української драматичної літератури й театру, педагог, викладач цих дисциплін у Харківському музично-драматичному інституті.

## Життєпис

### Ранні роки та освіта
Яків Мамонтов народився 1888 року на хуторі Катеринівка на Сумщині (прихід Покровської церкви у Шпилівці). Походив із родини міщан (раніше купців) міста Суджа Курської губернії, які з 1810-х років проживали на хуторі Стріличному (тепер село Шапошникове Сумської області). По-сільському їх звали Момотами. Батько — Андрій Іванович Мамонтов. Мати — Єфросинія Трохимівна Мамонтова (уроджена Пугачова). Батько Якова, Андрій Іванович, єдиний із синів Івана Васильовича, наважився відділитися й вести власне господарство на 2,5 десятинах землі, побудувавши білу хатину на пагорбі на хуторі Стріличному.
У серпні 1896 року восьмирічного Якова, тоді маленького, кволого хлопчика, вирядили з рідного хутора Стріличного до трирічної церковнопарафіяльної школи села Шпилівка. Його дід, Іван Васильович, дав йому на дорогу п'ятак, нагадавши, що батько платить за навчання 9 карбованців на місяць. У парафіяльній школі Яків пробув три роки, вчився старанно, але вже на другому році, на жах матері, викинув ладанку. Школу закінчив успішно, привізши додому похвальний лист і книгу "Євангеліє". Потім батьки відвезли його до Нижньої Сироватки, куди вийшла заміж батькова сестра Анастасія і де знаходилася двокласна школа; тут його віддали до другого класу (4-те відділення) п'ятикласної земської (початкової) школи. Вчителями у Нижньосироватській школі були Юхим Трохимович і Любов Костянтинівна Шерстюки, батьки його майбутніх друзів Василя та Ніни, які продовжували традиції, започатковані Борисом Грінченком. З теплотою згадував учителя О. І. Довженка та товаришував з однокласником Вітею Троценком, майбутнім архітектором. Після закінчення початкової школи Яків категорично відмовився від пропозиції стати священником, що викликало незадоволення матері та діда, але батько підтримав прагнення сина до освіти, пам'ятаючи власні нездійснені бажання вчитися.
Батько відправив тринадцятирічного Якова, який щойно перехворів на тяжке запалення легенів і був дуже виснажений, до Дергачівського сільськогосподарського училища поблизу Харкова. Це був навчальний заклад закритого типу, де учні п'ять років жили, вчилися й працювали цілий рік, маючи лише місяць канікул; теорія поєднувалася з практикою на дослідних ділянках, фермах та в садах. Такий режим та фізична праця зміцнили його фізично й духовно. Серед викладачів особливо запам'яталися І. О. Білецький (батько академіка О. І. Білецького) та вчитель літератури Павло Іванович Тиховський, який підтримував потяг Мамонтова до літератури. Зі шкільних друзів найближчим став Василь Шерстюк; також тепло згадував його сестру Ніну, якій присвятив поезію «В той час» («Очам панни Ніни») і яка була його юнацьким коханням. У 17-річному віці, бувши учнем Дергачівського училища, разом з друзями, зокрема Василем Шерстюком, таємно їздив до Харкова для участі у студентських страйках та спорудженні барикад під час революції 1905 року; ліберальне начальство училища не стало їх карати. В училищі Яків Мамонтов був активним учасником драматичного гуртка, грав головні ролі "героїв-любовників", декламував вірші, особливо Шевченка, та сам почав писати вірші й здійснювати постановки. Разом з Василем Шерстюком, приїжджаючи до Шерстюків у Нижню Сироватку, ставили вистави «Хазяїна» Карпенка-Карого, «Глитай, або ж павук» Кропивницького, «Борці за мрії» Тогобічного. Аматорський гурток училища показував вистави і поза його межами, зокрема, гастролював у Харкові. Перші поетичні та прозові спроби Мамонтов зробив ще на шкільній лаві. 1907 року в київському журналі "Рідний край" під псевдонімом "Яків Лірницький" було надруковано його перший вірш "Коли я дивлюся" і нарис "Під чорними хмарами". Його вірші з'являлися майже в усіх тогочасних українських журналах, навіть у журналі «Українська хата», навколо якого гуртувалися тодішні модерністи.
Після блискучого закінчення Дергачівського училища, здобувши професію агронома, два-три роки працював у Щигрівському повіті Курської губернії.  

### Вища освіта
1909 року Я. Мамонтов переїхав до Києва, де навчався у Київському комерційному інституті.  
 Із 1911 до 1914 рр. навчався в Московському комерційному інституті на економічному відділенні, який закінчив зі званням кандидата економічних наук 1-го розряду. Його дипломну роботу «Художньо-дидактичний метод у викладанні» високо оцінили, і Мамонтова залишили при кафедрі для написання кандидатської дисертації «Проблема естетичного виховання». З 1915 р. був залишений асистентом по кафедрі педагогічної психології в тому ж інституті. У Москві він також був помічений як молодий поет.

### Військова служба та революційні роки
З кінця 1915 р. до початку 1918 р. перебував на військовій службі, куди був мобілізований як ратник 2-го розряду. Майже три роки брав участь у Першій світовій війні. Після Лютневої революції 1917 року деякий час перебував в Осташівському полковому комітеті як делегат від солдатських мас. Звільнений із царської армії 1917 р. (з частини, що готувалася до відправлення на фронт), Я. Мамонтов повернувся до батьківської хати на хутір Стріличний. У 1918 та 1919 рр. займався літературною, науковою та педагогічною роботою; зокрема, у першій половині 1919 р., після зміни влади в місті, на запрошення Харківського губернатора читав лекції з питань викладання в єдиній трудовій школі-комуні в Сумах, у приміщенні теперішнього обласного краєзнавчого музею. У буремні роки революції, коли руйнувалися вікові традиції й переглядалися всі культурні цінності, Мамонтов став відходити від поезії, прагнучи стати пліч-о-пліч із народом. Під час визвольних змагань 1917—1921 років переховувався на хуторі від численних збройних формувань.

### Педагогічна та театральна діяльність у Харкові (1920-ті роки)
На початку 1920-х рр. Яків Мамонтов керував літературно-драматичною студією в Сумах та підтримував зв'язки із сумським драмгуртком (пізніше Клуб металістів), де вперше були поставлені його п'єси «Коли народ визволяється», «До третіх півнів», «Республіка на колесах». У 1920 р. почав працювати в науково-педагогічному відділі Головного управління Народного комісаріату освіти як учений секретар, читав лекції на курсах із соціального виховання та був затверджений викладачем педагогіки в Академії Теоретичних Знань. З весни 1920 р., Яків Мамонтов читав курс педагогіки в Харківському науково-дослідному інституті (на факультеті соціального виховання Харківського інституту народної освіти) та на Харківських педагогічних курсах імені Г. С. Сковороди; взимку 1920-21 рр., викладаючи в Інституті Народної Освіти, вразив студентів своєю молодістю, енергійністю та м'яким голосом. Також завідував кафедрою педагогіки в Харківському інституті педагогіки. У 1921 р. був зарахований викладачем до Інституту Народної Освіти, і станом на січень 1923 р. завідував там кафедрою природознавства та читав курс сучасних педагогічних течій. Як член репертуарної ради Народного комісаріату освіти працював з драматургами-початківцями. У 1920 році разом з режисером І. Юхименком та Д. Грудиною організував Українську державну театральну студію (УДЕРТЕС), був її директором та викладачем; студія проіснувала близько 2,5 років. Того ж року, не припиняючи педагогічної роботи, разом із режисером Іваном Юхименком брався творити в Харкові Український народний театр; на той час у столиці України ще не було жодного українського театру. При театрі Мамонтов та Юхименко утворили «Театральну майстерню» для підготовки акторів, де Мамонтов викладав теорію драми. З грудня 1921 року здійснював «загальний провід» новоутвореною в Харкові українською трупою «Радянський театр імені Т. Шевченка». У 1922 р. обіймав посаду завідувача в Театрі соціалістичної дії (Театр-Соцдія). Протягом 1920-х років підтримував тісні творчі зв’язки з Українським народним театром (1924–1928), Харківським червонозаводським театром (1927–1933) та іншими колективами, зокрема з режисерами Л. Сильченком, В. Романицьким, Г. Воловиком. У 1925 р. був уповноваженим у Державному драматичному театрі імені Шевченка та професором у Педтехнікумі. У 1927 р. став завідувачем секції в Науково-дослідному інституті педагогіки та професором Музично-драматичного інституту. Підтримував зв'язки із сумськими педагогами та працівниками культури, зокрема Ю. Самбродом, поетом В. Олешком, Т. Харченком, В. Бузанем, яким влітку 1927 року на хуторі читав свою щойно написану "Республіку на колесах". Свого первістка Яків Андрійович назвав Альбертом на честь героя своєї першої соціальної драми "Коли народ визволяється".
Протягом 1920-х років Яків Мамонтов не вступав до жодної з численних літературно-мистецьких угруповань, частково через неприйняття тогочасних міжгрупових конфліктів та самокритичне ставлення до своєї письменницької праці, вважаючи педагогічну діяльність основною професією. Від 1930 року він цілком відійшов від педагогіки і віддався драматургії та театрознавству.  Тільки вже в 1934 році, коли було утворено єдину Спілку письменників України, він приєднався до тієї організації, проте близької участі в ній, крім засідань драмсекції, не брав.

### Садиба на хуторі Стріличному, розкуркулення
У батьківській садибі на хуторі Стріличному він сам насаджував фруктовий сад, доглядав за ним, любив садити дерева, зокрема бузок, черемху, та висадив тополеву алею. Мав творчий режим: взимку у Харкові обмірковував сюжети, а влітку на хуторі Стріличному писав п'єси, часто в альтанці з хмелю, яку сам насадив. Коли раптово з піврічним проміжком померли батьки, Мамонтов улітку 1929 року передав садибу на хуторі Стріличному новостворюваному колгоспу «Восьме березня»; згодом хату й альтанку розтягли на дрова. У період «суцільної колективізації» та «розкуркулення» троє рідних дядьків Якова Андрійовича, які були середняками і вступили до колгоспу, були розкуркулені та вислані за вказівкою представника НКВС; повернувся після війни лише Іван Іванович, який хворів на туберкульоз і невдовзі помер у будинку для пристарілих.

### Хвороба та останні роки
Офіційні літературно-театральні кола ставилися до п’єс Мамонтова прохолодно, оскільки він не мав партійного квитка. Його вважали «неблагонадійною людиною», і він перебував під наглядом НКВС. У 1928 році з'явилася його соціально-побутова комедія «Рожеве павутиння», яка обійшла чи не всі обласні театри, але на сцену республіканського театру так і не потрапила. П’єса «Республіка на колесах» (1927), хоч і дістала ювілейну нагороду та була рекомендована до постановки, також не з'явилася на сценах республіканських театрів. Сатирична комедія «Гетьманщина» про Павла Скоропадського не була допущена ні на сцену, ні до друку в Україні, хоча йшла в одному з московських театрів. П’єса «Архітектор Шалько» (1935), позитивно сприйнята акторськими колективами, отримала негативну рецензію від Головреперткому, де зазначалося, що автор «викривляє ідейну лінію партії»; ця п'єса, якою він особливо пишався, не була видана і не допущена до театрального кону в республіці. 
Ця рецензія справила на Мамонтова гнітюче враження, і саме від того часу він почав хворіти. На одних зі зборів письменників секретар партійного осередку Леонід Юхвід публічно допитував Мамонтова щодо його листування із заарештованим Миколою Вороним, зокрема стосовно редагування антисемітських місць у п’єсах дореволюційних українських драматургів. Мамонтов пояснював, що обстоював думку про викреслення образливих для євреїв висловів, залишаючи позитивні згадки. Енкаведисти в цивільному майже щодня навідувалися до будинку, де жив Мамонтов, перевіряючи, чи він не втік із Харкова. Попри всі негаразди, Мамонтов залишався людиною лагідною, людяною, правдивою та зберігав оптимізм, завжди був чепурно одягнений.
У квітні 1938 року Мамонтов, вже хворий, перебував на лікуванні в Одеському кардіологічному інституті. Влітку 1939 року, перебуваючи в селі Білики на Полтавщині, його стан був уже тяжким: тіло набрякало від рідини, було важко рухатися й дихати. Після радянсько-німецького пакту та окупації Західної України, Мамонтов сподівався отримати закордонні ліки через Петра Панча, який перебував у Львові, але ліки не допомогли. Хвороба непомітно підкрадалася і раптово підточила його сили, але він не занепадав духом. Харківська організація Спілки радянських письменників України дбала про нього, запрошуючи лікарів та надаючи допомогу, але хвороба прогресувала. В останні місяці життя, попри страждання, він зберігав стійкість і лагідність, намагався дотримуватися робочого режиму.
Помер 31 січня 1940 року в Харкові від тяжкої недуги у віці неповних 52 років; його знайшли в ліжку, заснулим навіки. Похоронний комітет організував прощання вдома, де небіжчик лежав серед своїх книжок, та громадську панахиду в залі Літературного будинку (у Будинку Спілки письменників). З Києва прибула делегація у складі А. Головка та В. Суходольського. Після промов представників Спілки письменників та театру, тіло було кремовано 2 лютого 1940 року, згідно з його бажанням. Похований там же, могилу зі зліквідованого Міського цвинтаря в 1970-і роки перенесено на 13-те кладовище.

### Родина та місця проживання
Мешкав у Харкові, зокрема в Будинку «Слово». Станом на 1923 р. проживав за адресою Саммеровський провулок № 1, кв. 2. Наприкінці 1930-х років його помешкання також знаходилося в будинку науковців на розі тогочасних вулиці Дзержинського та Барачного провулку. Його дружиною була Маргарита Федорівна Гармсен-Мамонтова, українізована німкеня з Великих Вільмів Сумського району; мали сина Альберта, якого через антинімецьку кампанію в СРСР змушені були називати Альошею. Разом із ними мешкала і мати Маргарити Федорівни Франциска Карлівна. В останні роки життя, бувши вже тяжко хворим, восени перед смертю він упорядкував свій архів, розуміючи його історико-театральну цінність.

### Доля родини та спадщина
Після смерті Мамонтова багато років театри, видавництва та наукові інституції мовчали про нього, розглядаючи його як «помилково уцілілого». Під час Другої світової війни загинув його особистий архів: найцінніші рукописи, включаючи монографію «Теорія і техніка драматичного мистецтва», дружина спакувала у валізу, яку вкрали під час евакуації. Прибувши до Оренбурга, Маргарита Федорівна (німкеня за національністю), її мати Франциска Карлівна та син Альберт були вислані на спецпоселення. Альберт повернувся до Харкова у 1944 році, Маргариті Федорівні дозволили повернутися через чотири роки. Основна частина архіву, що залишалася в окупованому Харкові, також зникла.

## Літературна діяльність
Яків Мамонтов є автором понад тридцяти п’єс та лібрето опер, а також низки наукових праць з історії та теорії української драматичної літератури й театру.

### Поезія
- Вірш «Коли я дивлюся…» (1907)
- Збірка поезій «Вінки за водою» (укладена 1918, видана 1924 у Харкові)

### Проза
- Нарис «Під чорними хмарами» (1907)
- «Червоні зорі» (б. д.)[11]

### П'єси
- Лірична драма «Дівчина з арфою» (розпочата 1914, завершена 1918, опублікована в журналі «Шлях», поставлена на сцені)
- Драматичний етюд «Dies irae» («День гніву») (1918–1920, білий вірш)
- Драматичний етюд «Третя ніч» (1918–1920)
- Драматичний етюд «Захід» (1918–1920, білий вірш)
- «Над безоднею (п'єса)» (1919–1920, видана 1922)
- «Веселий хам» (також «Великий Хам») (1921, видана в Харкові 1926)
- «Коли народ визволяється» («Колнарвиз») (1922)
- «Ave Maria» (1923)
- «Батальйон мертвих» (1924)
- «До третіх півнів» (початкова назва «Що загинули ранком») (1924)
- Цикл одноактівок (1920–1925):
  - «У тієї Катерини» (за Т. Шевченком)
  - «Чернець» (за Т. Шевченком)
  - «Роковини»
- Побутова комедія «Рожеве павутиння» (1926)
- Трагікомедія «Республіка на колесах» (перший варіант назви «Бузанівський лицедій») (1927, за оповіданням О. Слісаренка)
- «Княжна Вікторія» (1928)
- «Його власність» (перший варіант назви «На камені горить») (кінець 1920-х)
- «Своя людина» (початок 1930-х)
- «Гетьманщина» (перший варіант «Гетьман Скоропадський») (поставлена 1932, текст повністю не зберігся)
- П'єси для дітей (1930-ті, тексти не знайдені):
  - «Хо» (за М. Коцюбинським, ставилася на сцені)
  - «Потороча»
  - «Солом'яний дід»
- Драма «Архітектор Шалько» (перероблена з кіносценарію «Так народжується нова людина», 1934–1935, рукопис загинув)
- «Фата моргана» (за М. Коцюбинським, 1938, для Чернігівського театру)

### Лібрето опер
- «Золотий обруч» (за повістю «Захар Беркут» І. Франка, музика Б. Лятошинського, 1930)
- «Міхаель Демарк» (текст зберігся)
- «Сава Чалий»
- «Гайдамаки» (за однойменним твором Т. Шевченка)
- «Турбаї» (за повістю Ю. Юрезанського «Исчезнувшее село», текст зберігся)
- «Кармелюк» (музика В. Костенка, 1930, у співавторстві з М. Верхацьким)

### Лібрето оперет
(незавершені, тексти загинули)
- Дитяча оперета «Солом'яний дід»
- Музичний гротеск «Потороча» (з композитором М. Баком)

### Музичні твори
- За сонцем! Тріо для баса, тенора і сопрано. Твір 25, № 1. Композитор П.І. Сениця (1929)
- Вони про край свій говорили. Для баритона. Твір 13, № 7. Композитор П.І. Сениця (б.д.)[12]

### Кіносценарії
- «Земля українська»
- «Мурований міст»
- «Манька з Вовчих ярів»
- «Так народжується нова людина» (став основою для п'єси «Архітектор Шалько»)

### Теоретичні, критичні та педагогічні праці
- Брошура «Проблема эстетического воспитания» (Москва, 1914)
- Стаття «Художественно-дидактический метод» (журнал «Вестник воспитания», Москва, 1915, №7)
- Стаття «Современный педагогический индивидуализм и методика законоведения» (журнал «Школа и жизнь», 1915, № 30, С. 727–736).
- Стаття «Трагедія українського актора» (журнал «Шляхи мистецтва» / «Пути творчества», період 1919–1921 рр.)
- Книга «Сучасні проблеми педагогічної творчости. Частина перша: Педагог як митець» (Держвидав України, 1922)
- Стаття «Право держави і право дитини» («Соціальне виховання», К., 1922, С. 33–42)
- Монографія «Сучасні проблеми педагогічної творчості», Харків, 1922)
- Огляд «Про драматичні дебюти 1923—1924» (журнал «Червоний шлях», 1924, № 7)
- Збірка статей «На театральних роздоріжжях» (Книгоспілка, 1925)
- «Хрестоматія сучасних педагогічних течій» (Харків, ДВУ, 1924, 1926; два видання українською та російською мовами)
- Стаття «Г. Песталоцці й сучасність (1827–1927)» (журнал «Шлях освіти», 1927, № 1, С. 1–9)
- Стаття «Драматургія передреволюційної доби (1900–1917)» (журнал «Червоний шлях», 1926, № 11–12)
- Стаття «Індивідуалізм та колективізм у сучасній педагогіці» (журнал «Радянська освіта», 1926, № 6, С. 14–19)
- Стаття «Особистість і суспільність у педагогічних течіях» (журнал «Радянська освіта», 1926, № 7/8, С. 19–28)
- Нарис «Драматичне письменство (Основи та технічні прийоми)» (журнал «Сільський театр», 1927–1928)
- Стаття «Принцип вільного виховання у Ж. Ж. Руссо і Л. Толстого» (журнал «Шлях освіти», 1928, № 8/9, С. 22–31)
- Стаття «Театральний стандарт» (журнал «Радянський театр», 1929, № 1)
- Стаття «Про театральну орієнтацію наших днів» (журнал «Радянський театр», після 1929 р.)
- Стаття «Драматургія в театральному аспекті» (журнал «Радянський театр», 1930, № 3–5)
- Дослідження «Драматургія І. Тобілевича» (у шостому томі зібрання творів І. Карпенка-Карого, Харків; Київ, 1931)
- Стаття «Карпенко-Карий і сучасна українська драматургія» (журнал «Радянський театр», 1931, № 1–2)
- Стаття «Про діалог, монолог і ремарки» (журнал «Літературна критика», 1936, № 9)
- Книга «Теорія і техніка драматичного мистецтва» (завершена в 1930-х, не видана, рукопис втрачено)
- Редактор видань творів Івана Тобілевича.
- Збірка «Театральна публіцистика» (видана посмертно, 1967).
- Низка статей з питань педагогіки в журналах «Шлях освіти», «Червоний шлях» та ін.

## Пам'ять
У місті Суми на честь Якова Мамонтова названа вулиця (перейменована Ушакова).

## Видання
- Мамонтів Я. Драматичні етюди. Харків: Держ. вид-во України, 1922. 44 с.
- Мамонтів Я. Над безоднею. Харків: Держ. вид-во України, 1922. 44 с.
- Мамонтів Я. Веселий хам [Архівовано 24 жовтня 2021 у Wayback Machine.]. Нью-Йорк: Молот, 1923. 65 с.
- Мамонтів Я. Вінки за водою. Лірика. Харків: Держвидав України, 1924.
- Мамонтів Я. Веселий Хам. Драма в 3-х актах. Харків, 1926.
- Мамонтов Я. Твори. Київ: Держлітвидав УРСР, 1962. 586 с.
- Мамонтов Я. Твори / Упоряд., авт. передм. і приміт. Ю. Г. Костюк.— К.: Дніпро, 1988.— 557 с. ISBN 5-308-00045-7

## Публікації
- Мамонтов Я. Художественно-дидактический метод. Вестник воспитания. Москва, 1915. № 7.
- Мамонтов Я. Про драматичні дебюти 1923-24 р. Червоний шлях. 1924. № 7.
- Мамонтов Я. Що таке педагогічна система. Радянська школа. 1926. № 3. С. 12—22.
- Мамонтов Я. Соціяльний принцип у педагогічній системі. Радянська школа. 1926. № 5. С. 17—21.
- Мамонтов Я. Індивідуалізм та колективізм у сучасній педагогіці. Радянська школа. 1926. № 6. С. 14—19.
- Мамонтов Я. Особистість і суспільність у педагогічних течіях. Радянська школа. 1926. № 7—8. С. 19—28.
- Мамонтов Я. Драматургія передреволюційної доби (1900–1917). Червоний шлях. 1926. № 11–12.
- Мамонтов Я. Драматичне письменство (Основи та технічні прийоми). Сільський театр. 1927–1928.
- Мамонтов Я. Трагікомедія — жанр нашого часу. Нове мистецтво. 1928. № 4.
- Мамонтов Я. Драматургія в театральному аспекті. Радянський театр. 1930. № 3–5.
- Мамонтов Я. Карпенко-Карий і сучасна українська драматургія. Радянський театр. 1931. № 1–2.
- Мамонтов Я. Проблема музичного театру. Радянський театр. 1931. № 3–4.
- Мамонтов Я. Про діалог, монолог і ремарки. Літературна критика. 1936. № 9.
- Мамонтов Я. М. Коцюбинський на сцені. Театр. 1938. № 3.
- Мамонтов Я. Основні компоненти драми. Театр. 1940. № 1.